# 曹昕
曹昕（？—？），字如升，山东东昌府冠县人，明朝政治人物。

## 生平
万历二十八年（1600年）庚子科山东乡试舉人，二十九年（1601年）辛丑科進士，三十七年知保定府蠡县，清介有为，釐剔粃蠹，盗息民安，创建尊经、聚星书院，规模宏丽，有裨文治。擢官至吏部主事。

## 家族
祖曹臣，父曹崇樸，歴官湖廣永明县、陕西武功县知县。母李氏。子曹琚，举人。